# Guilherme Azambuja Castro
Guilherme Azambuja Castro (Santa Vitória do Palmar, Rio Grande do Sul) é um escritor brasileiro vencedor do 21º Concurso de Contos Luiz Vilela e do Prêmio CEPE de Literatura em 2015. Foi finalista do Prêmio SESC de Literatura em 2014 e do Prêmio Açorianos de Literatura em 2016. 